# Cocinachernes akalchesis
Espèce
Cocinachernes akalchesis est une espèce de pseudoscorpions de la famille des Chernetidae.

## Distribution
Cette espèce est endémique du Quintana Roo au Mexique. Elle se rencontre vers Othón P. Blanco.

## Description
Le mâle holotype mesure 2,11 mm, les mâles mesurent de 2,11 à 2,40 mm et les femelles de 2,57 à 2,95 mm.

## Systématique et taxinomie
Cette espèce a été décrite par Villegas-Guzman et Córdova-Tabares en 2024.

## Publication originale
- Villegas-Guzman, Córdova-Tabares, Cutz-Pool & Martínez, 2024 : « A new species of Cocinachernes (Pseudoscorpiones: Chernetidae) associated with mosses in Mexico. » Studies on Neotropical Fauna and Environment, vol. 59, no 2, p. 537–545.